# Berlin Potsdamer Bahnhof
Berlin Potsdamer Bahnhof war der erste Bahnhof in Berlin. Er lag in der Innenstadt in der Nähe des Potsdamer Platzes. Der Bahnhof wurde im Jahr 1838 an der ersten preußischen Eisenbahnstrecke eröffnet. Über einhundert Jahre lang diente er dem Fern- und Vorortverkehr. Von 1869 bis 1872 wurde der Kopfbahnhof grundlegend umgebaut und im Jahr 1891 um zwei Flügelbahnhöfe, den Potsdamer Ringbahnhof und den Wannseebahnhof, erweitert. Einen Teil seiner Aufgaben für den lokalen Verkehr verlor er 1939, als der nahegelegene unterirdische Bahnhof Potsdamer Platz im Nordsüdtunnel eröffnet wurde. Im Februar 1945 ging der Potsdamer Bahnhof nach Kriegsschäden außer Betrieb. Nach Kriegsende wurde ein Teil des Ringbahnhofs kurzzeitig bis 1946 noch einmal für den Vorortverkehr genutzt. Der dem Personenbahnhof vorgelagerte Güterbahnhof blieb noch teilweise während der Berliner Teilung in Betrieb. Mittlerweile sind alle Bahnanlagen und Hochbauten abgetragen. Auf dem früheren Bahnhofsareal befinden sich zum größten Teil Grünflächen, teilweise auch Wohnbebauung.

## Lage

Karte des Gebiets von 1896

Der Bahnhof wurde am damaligen südwestlichen Stadtrand von Berlin außerhalb der Berliner Zollmauer angelegt. Das Empfangsgebäude des Kopfbahnhofs lag südlich der Stresemannstraße (bis 1930: Königgrätzer Straße) unweit des Potsdamer Platzes. Von dort dehnten sich die Gleisanlagen des Personenbahnhofs in Richtung Südwesten zwischen Linkstraße und Köthener Straße bis zum Landwehrkanal aus.
Die Bahnhofsanlage gehörte von 1938 bis 1972 zum Bezirk Mitte, war aber nur über einen schmalen Streifen am Potsdamer Platz mit dem Rest des Bezirks verbunden. Die an den Längsseiten angrenzenden Gebiete gehörten im Westen zum Bezirk (und jetzigem Ortsteil) Tiergarten, im Osten zu Kreuzberg. Damit verlief seit 1945 die Grenze zwischen Ost- und West-Berlin auf drei Seiten entlang der Grenzen des Bahnhofsgeländes. Nach einem Gebietsaustausch im Jahr 1972 kam das frühere Areal des Personenbahnhofs zum Bezirk Tiergarten. Anfang der 2000er Jahre wurde der östliche Teil des Personenbahnhofs bebaut.
Der Güterbahnhof war dem Personenbahnhof vorgelagert und lag südlich des Landwehrkanals in Kreuzberg. Östlich an den Potsdamer Güterbahnhof schloss sich der Güterbahnhof der Anhalter Bahn an.
Die beiden 1891 eröffneten Seitenbahnhöfe, der Wannseebahnhof und der Potsdamer Ringbahnhof, lagen westlich und östlich der Haupthalle jeweils am südlichen, stadtabgewandten Ende.

## Geschichte

### Der erste Potsdamer Bahnhof

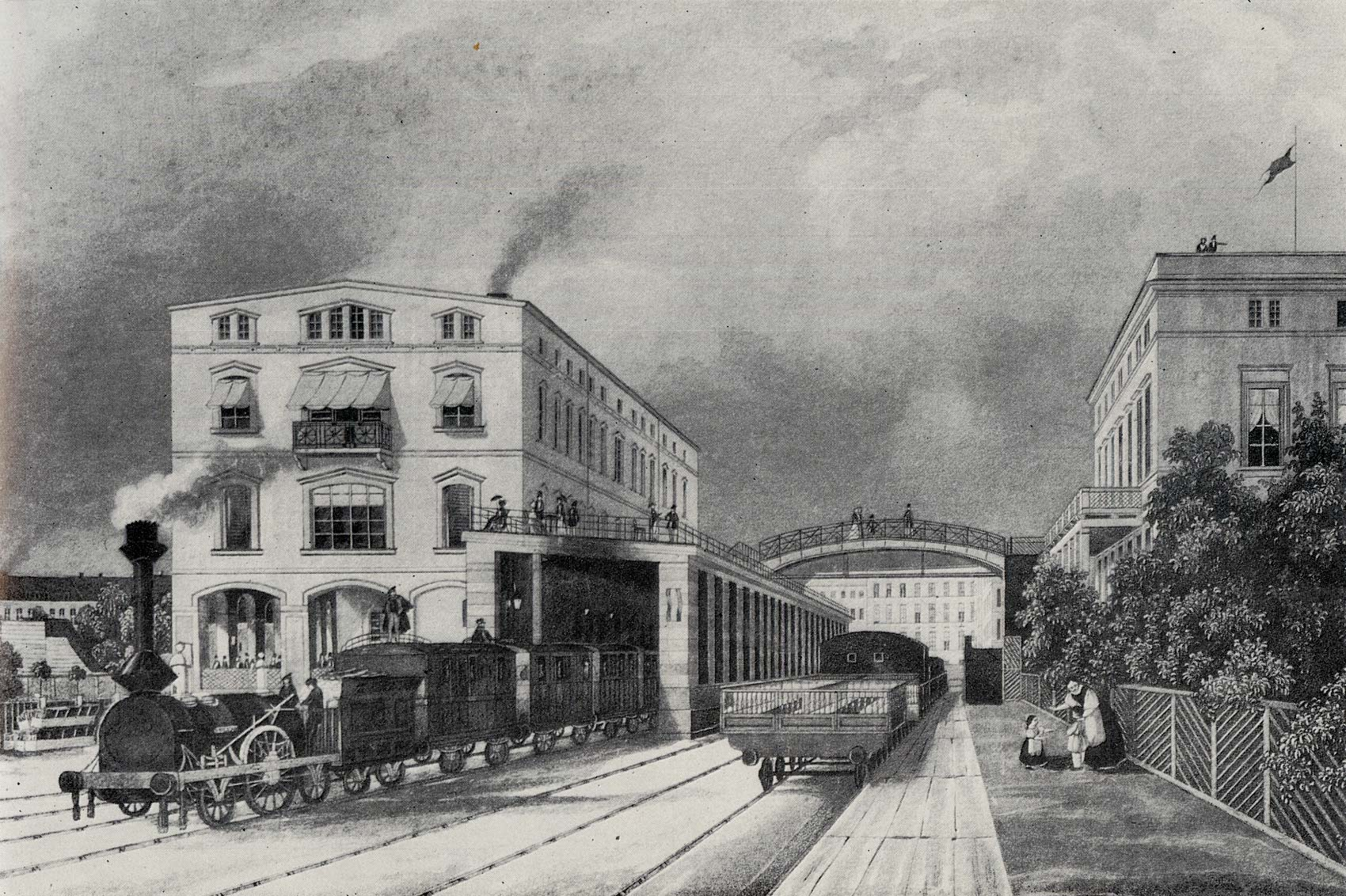
Der erste Potsdamer Bahnhof, Gleisseite, links das Empfangsgebäude

Nachdem am 22. September 1838 zunächst der Abschnitt zwischen Zehlendorf und Potsdam der Berlin-Potsdamer Eisenbahn, auch Stammbahn genannt, in Betrieb gegangen war, folgte am 29. Oktober auch der Abschnitt zwischen Berlin und Zehlendorf mit dem Potsdamer Bahnhof in Berlin. Ursprünglich sollte der Berliner Endpunkt der Strecke im Bereich des Schafgrabens liegen. Der Bahnhof wurde jedoch in stadtnäherer Lage gebaut. Es war vereinbart worden, dass künftiger Schiffsverkehr nicht beeinträchtigt werden sollte. Deswegen musste die Bahngesellschaft beim Ausbau des Schafgrabens zum Landwehrkanal die Kosten für eine Drehbrücke zur Überführung der Bahngleise übernehmen.
Von 1850 an war die Station an die Berliner Verbindungsbahn, eine Güterstrecke zwischen den Berliner Kopfbahnhöfen, angeschlossen. Ein Gleis führte von dieser Strecke in den Bahnhof.
Die Anlagen des Potsdamer Bahnhofs in Berlin waren zunächst nur sehr einfach ausgeführt, wurden aber bis 1868 schrittweise erweitert. Während in den ersten Betriebsjahren die Strecke vorwiegend dem Personenverkehr diente, wuchs nach dem zweigleisigen Streckenausbau im Jahr 1846 die Rolle des Güterverkehrs. Bereits 1854 hatten die Einnahmen aus dem Güterverkehr die aus dem Personenverkehr überstiegen, entsprechend wuchs der Platzbedarf. Bis 1854 wurde der gesamte Personen- und Güterverkehr auf dem Gelände nördlich des Landwehrkanals abgewickelt, erst dann entstand südlich des Kanals eine Gleisgruppe zum Abstellen von leeren Wagen.

### Neubau von 1872

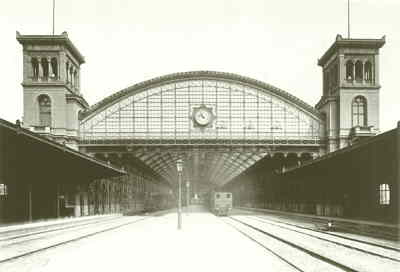
Neuer Potsdamer Bahnhof, 1876, Gleisseite

Die bis Ende der 1860er Jahre gemachten Erweiterungen reichten jedoch nicht aus. Daraufhin wurde beschlossen, die Bahnanlagen grundlegend umzugestalten und den Bahnhof mit einem völlig neuen Empfangsgebäude auszustatten. Die Erweiterung des Potsdamer und zeitgleich die des benachbarten Anhalter Bahnhofs war wegen ihrer Auswirkungen auf die Stadtstruktur Gegenstand heftiger Diskussion, insbesondere, nachdem sich abzeichnete, dass mehrere Straßenzüge durch die Bahnanlagen unterbrochen würden. Dazu gehörte auch der von James Hobrecht und Peter Joseph Lenné entworfene Generalszug, eine geradlinige Verbindung zwischen Charlottenburg und Kreuzberg. Als Ersatz wurde im Bereich der Bahnanlagen eine südliche Straßenführung im Bereich der späteren Yorckbrücken eingerichtet. Bereits 1861 war ein entsprechender Bebauungsplan verabschiedet worden. Seine endgültige Gestalt erhielt der Bereich jedoch erst zwischen 1879 und 1885, nachdem die vorher im Geländeniveau verlegten Gleise angehoben wurden, damit eine kreuzungsfreie Unterführung der Straße möglich wurde.

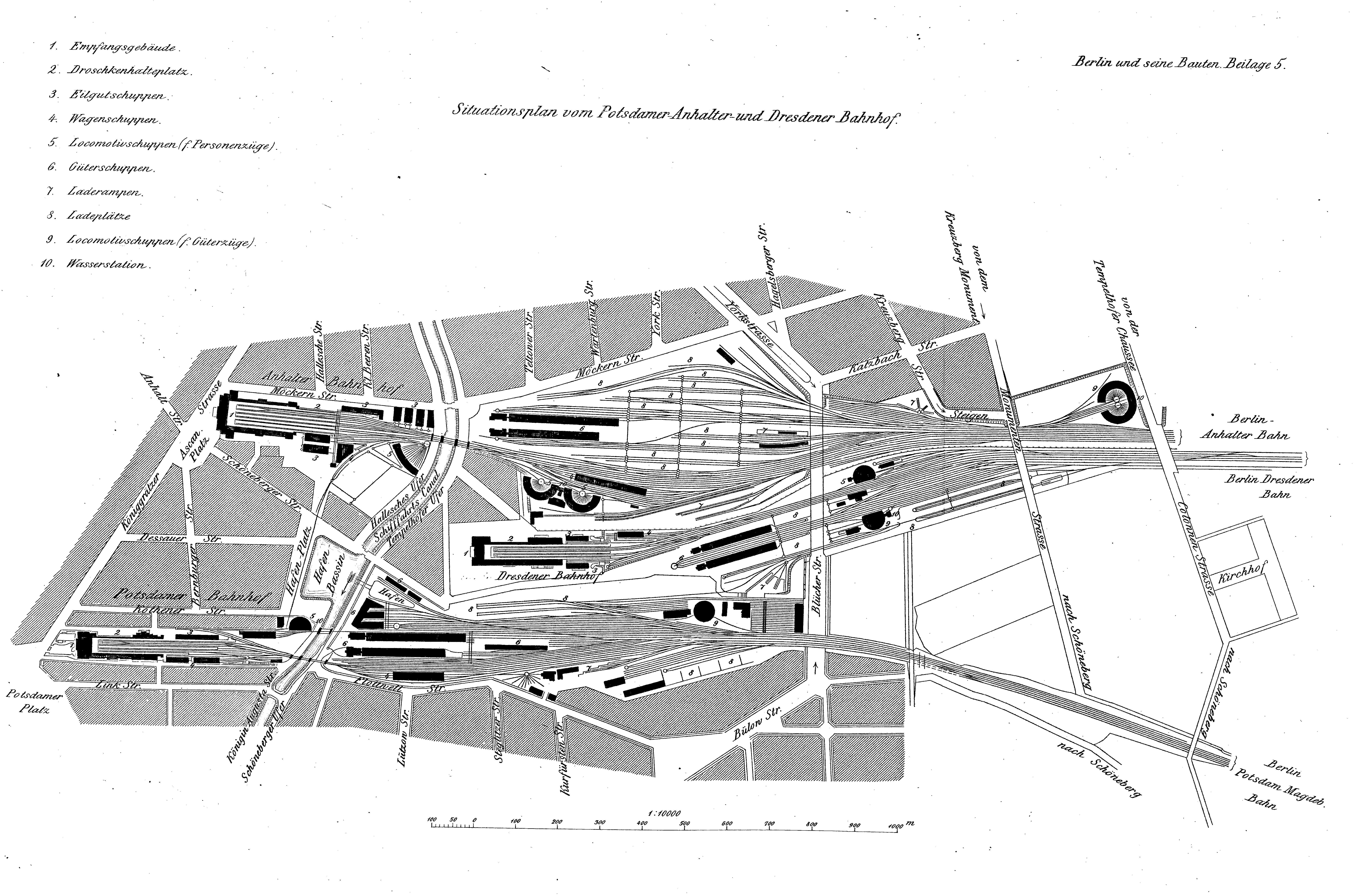
Gesamte Anlagen von Potsdamer, Anhalter und Dresdener Bahnhof in den 1870er Jahren. Der Dresdener Bahnhof ist wie geplant gezeichnet, wurde aber real nicht gebaut. Noch fehlen die Seitenbahnhöfe am Potsdamer Bahnhof.

Während der Bauzeit des neuen Bahnhofs, in den Jahren von 1869 bis 1872, wurde der Personen- und Eilgutverkehr provisorisch auf die Südseite des Landwehrkanals verlegt. Am 30. August 1872 weihte Kaiser Wilhelm I. den Bahnhof feierlich ein, allerdings waren die Bauarbeiten zu diesem Zeitpunkt noch nicht abgeschlossen. Erst am 1. November 1872 ging das neue Empfangsgebäude des Bahnhofs tatsächlich in Betrieb.
Aufgrund des Bahnhofsumbaus musste die Verbindungsbahn im Bereich des Potsdamer Bahnhofs im Jahr 1870 aufgegeben werden. Als Ersatz wurde zunächst provisorisch eine Kopfstation Schöneberg (im Bereich des heutigen Bahnhofs Schöneberg an der Wannseebahn) eingerichtet, von der einerseits der Potsdamer Bahnhof und andererseits die neue Berliner Ringbahn zu erreichen war. Erst nach mehreren weiteren Umbauten, unter anderem durch weitere Gleisbrücken über den Landwehrkanal, konnte die als Südringspitzkehre bekannt gewordene Verbindungsstrecke zur Ringbahn im Jahr 1882 direkt in die Bahnhofshalle eingeführt werden. Die Kopfstation Schöneberg wurde 1881 durch einen neuen Durchgangsbahnhof an der neuen Verbindungsstrecke etwa in Höhe des heutigen Haltepunktes Julius-Leber-Brücke ersetzt.
Nach 1880 wurde der Güterbahnhof weiter ausgebaut, ein neuer 20-ständiger Lokschuppen entstand.

### Die Seitenbahnhöfe

Grundriss des Potsdamer Bahnhofs mit den beiden Seitenbahnhöfen am rechten Bildrand, 1891

Zur Bewältigung des zunehmenden Verkehrs entstanden auf beiden Seiten des Kopfbahnhofs Seitenbahnhöfe für den Vorortverkehr. Am 1. April 1891 ging der Potsdamer Ringbahnhof auf der Ostseite des Bahnhofs für die Züge zur Ringbahn in Betrieb, am 1. Oktober des gleichen Jahres folgte der Wannseebahnhof auf der Westseite, zusammen mit dem Bau einer separaten Vorortstrecke parallel zu den Ferngleisen der Stammbahn, der sogenannten Neuen Wannseebahn.
Im Jahr 1901 wurde die Anhalter Vorortbahn eröffnet, die im Potsdamer Ringbahnhof begann, welcher deswegen in manchen Texten auch als Ring- und Vorortbahnhof bezeichnet wurde. Der bislang zweigleisige Ringbahnhof wurde dafür um einen weiteren zweigleisigen Bahnsteig erweitert.
Am 15. Juli 1903 wurden auf der Anhalter Vorortbahn zwischen Potsdamer Bahnhof und Groß Lichterfelde die Dampfzüge vollständig durch elektrische Triebwagen der UEG ersetzt. Dieser elektrische Probebetrieb bewährte sich, so dass er nahtlos in den Regelbetrieb überführt werden konnte und bis 1929 auf die später bei der S-Bahn verwendete Stromschienenbauart und eine höhere Fahrspannung umgestellt wurde.
Auf der Wannseebahn wurden im selben Jahr die Bankierzüge eingeführt, beschleunigte Vorortzüge nach Wannsee, die im Potsdamer Fernbahnhof begannen und bis Zehlendorf auf den Ferngleisen verkehrten. Am 18. April 1929 begann der elektrische Betrieb auf der Südringspitzkehre zur Ringbahn, die Anhalter Vorortbahn wurde im gleichen Jahr auf das einheitliche Stromsystem der Berliner S-Bahn umgestellt. Der elektrische Betrieb für die Vorortzüge auf der Wannseebahn startete am 15. Mai 1933. Für die auf den Ferngleisen verkehrenden Bankierzüge wurden auch zwei Gleise im Fernbahnhof mit einer Stromschiene versehen.
Bei einer Gebietsreform im Jahr 1938 kam das vorher im Bezirk Kreuzberg liegende Gelände des Personenbahnhofs zum Bezirk Mitte.
Im Jahr 1939 wurde mit der Fertigstellung des Nord-Süd-Tunnels eine durchgehende S-Bahn-Verbindung unter der Berliner Innenstadt in Betrieb genommen. Die meisten S-Bahn-Züge verkehrten seitdem durch den Tunnel und fuhren anstelle des Potsdamer Bahnhofs den neuen Tunnelbahnhof Potsdamer Platz an. Der Wannseebahnhof wurde für den Personenverkehr nicht mehr benötigt und am 8. Oktober 1939 geschlossen. Ab 6. November 1939 wurde auch der Vorortverkehr der Anhalter und Dresdener Bahn in den Tunnel verlegt. Der Potsdamer Ringbahnhof blieb noch für die Züge zur Ringbahn in Betrieb.

Erweiterung des Ringbahnhofs für die Lichterfelder Vorortbahn, 1900. Der bisherige Ringbahnsteig wird den Vorortverkehr übernehmen, der im Bau befindliche Bahnsteig wird der neue Endpunkt der Ringbahnspitzkehre sein.
Ring- und Vorortbahnsteig nach Abschluss des Umbaus, 1901. Der Ringbahnsteig befindet sich in der Bildmitte, der Vorortbahnsteig am rechten Bildrand.

### Zweiter Weltkrieg und Folgen
Bei alliierten Bombenangriffen im Zweiten Weltkrieg wurde der Potsdamer Bahnhof stark beschädigt. Ab 3. Juli 1944 wurde der Verkehr auf der Südringspitzkehre zur Ringbahn eingestellt, im Februar 1945 der Potsdamer Bahnhof für den Personenverkehr komplett geschlossen. Kurzzeitig ging der Ringbahnhof nach der Flutung des Nord-Süd-Tunnels zum Kriegsende für einige Monate ab 6. August 1945 noch einmal für die Züge der Wannseebahn in Betrieb. Am 27. Juli 1946 endete der Personenverkehr jedoch endgültig.
Mit der zunehmenden Trennung der Berliner Stadthälften gab es keine Notwendigkeit für einen Wiederaufbau der Bahnhofsanlagen. Nur der Güterbahnhof blieb noch in Betrieb. Die Ruine des Bahnhofsgebäudes des Personenbahnhofs wurde im Jahr 1958 abgerissen.
Beim Bau der Berliner Mauer wurde das zu Ost-Berlin gehörende Gelände des Potsdamer Personenbahnhofs nicht in die Maßnahmen zur Grenzsicherung einbezogen und lag als Niemandsland auf der Westseite der Mauer. Im Juni 1972 kam das Gelände inklusive der unterirdischen Kehranlage südlich des U-Bahnhofs Potsdamer Platz im Rahmen eines Gebietsaustauschs auch offiziell zu West-Berlin, verblieb aber im Zuständigkeitsbereich der Deutschen Reichsbahn und blieb bis nach 1990 unbebaut. Nach 1972 wurde in Verlängerung der Bernburger Straße eine Straßenverbindung über das Gelände des Potsdamer Bahnhofs zur Entlastungsstraße gebaut.

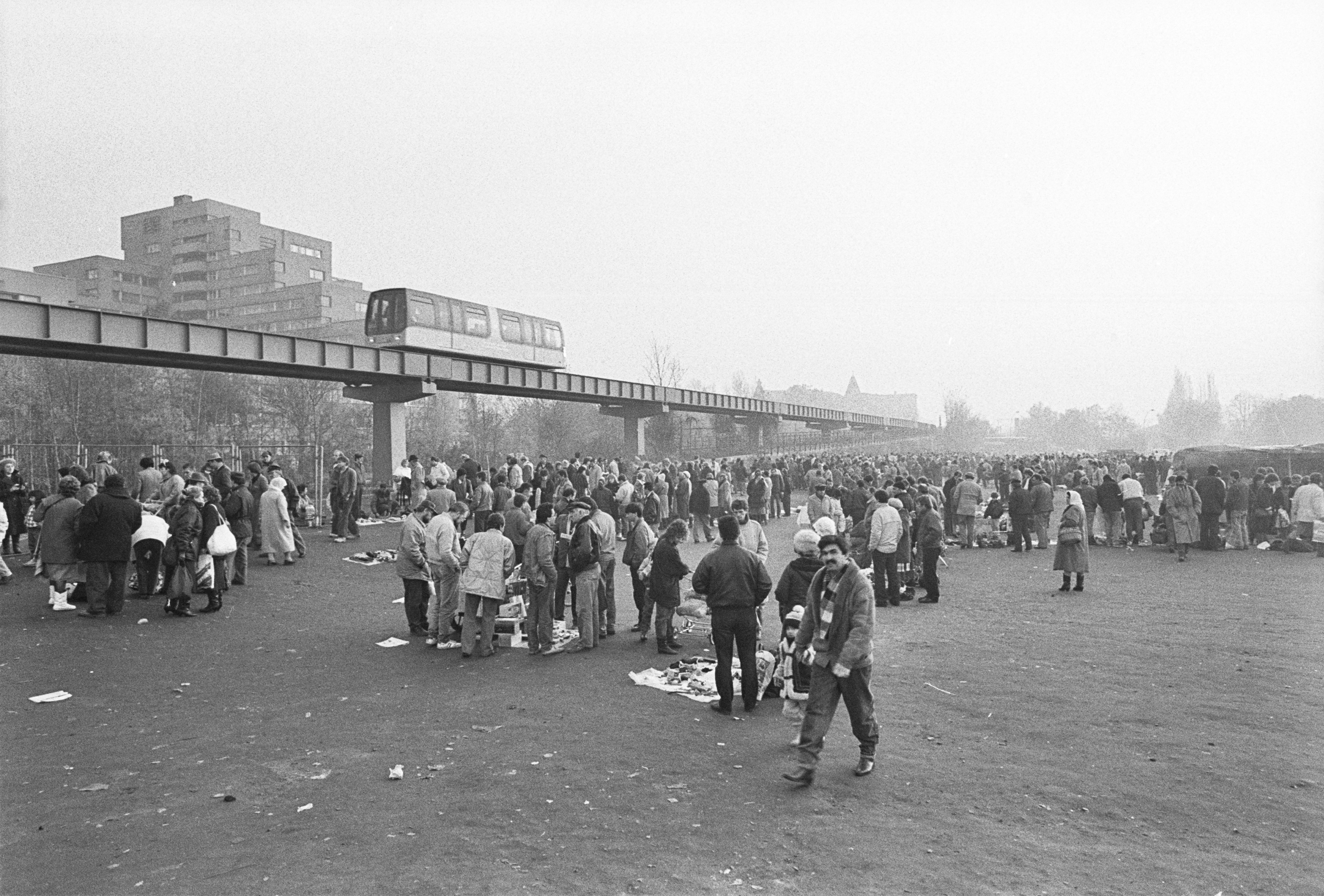
„Polenmarkt“ auf dem Gelände des ehemaligen Potsdamer Bahnhofs an der M-Bahn-Versuchsstrecke in West-Berlin (1989)

Zum 1. November 1980 wurde der Verkehr zum Potsdamer Güterbahnhof eingestellt und der Bahnhof geschlossen. Das Areal des Güterbahnhofs wurde von kleinen Gewerbebetrieben genutzt. Auf der Brachfläche des früheren Personenbahnhofs siedelte sich in der zweiten Hälfte der 1980er Jahre ein Schwarzmarkt, der sogenannte „Polenmarkt“, an. Das erste Tempodrom (als Zelt) nutzte die Brache.
In den 1990er Jahren wurde ein Teil des Potsdamer Güterbahnhofs noch einmal von Zügen bedient, da dort die Baulogistik für die Neubebauung des Potsdamer Platzes ansässig war und Baustoffe per Bahn geliefert wurden. Für das dafür benötigte Betonwerk wurde der frühere Lokschuppen des Bahnhofs abgerissen.
Im Zuge der Bebauung der Gebiete um den Potsdamer Platz wurden auf dem östlichen Teil des früheren Personenbahnhofsgeländes Wohnbauten errichtet, im westlichen Teil entstand der Tilla-Durieux-Park. Im Rahmen des Pilzkonzepts zur Umgestaltung der Berliner Bahnanlage entstand bis 2006 mit der Nord-Süd-Fernbahn eine neue Achse durch die Berliner Innenstadt, die teilweise unterirdisch verläuft. Der südliche Ausgang des Tunnels Nord-Süd-Fernbahn liegt auf dem Gelände des früheren Potsdamer Güterbahnhofs.
Der Westpark, Teil des Parks am Gleisdreieck, auf dem Güterbahnhofsgelände wurde im Mai 2013 eröffnet.

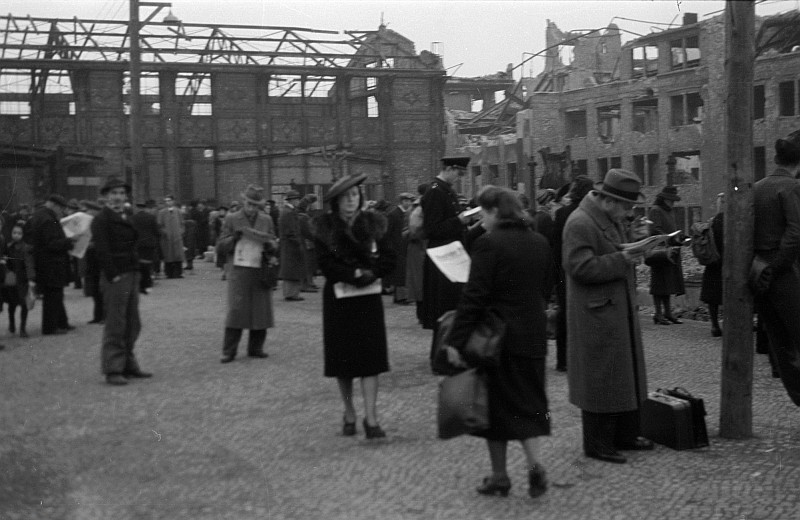
Kurzzeitig wurde der frühere Ringbahnhof nach Kriegsende 1945/1946 noch einmal genutzt. Im Hintergrund das zerstörte Empfangsgebäude.
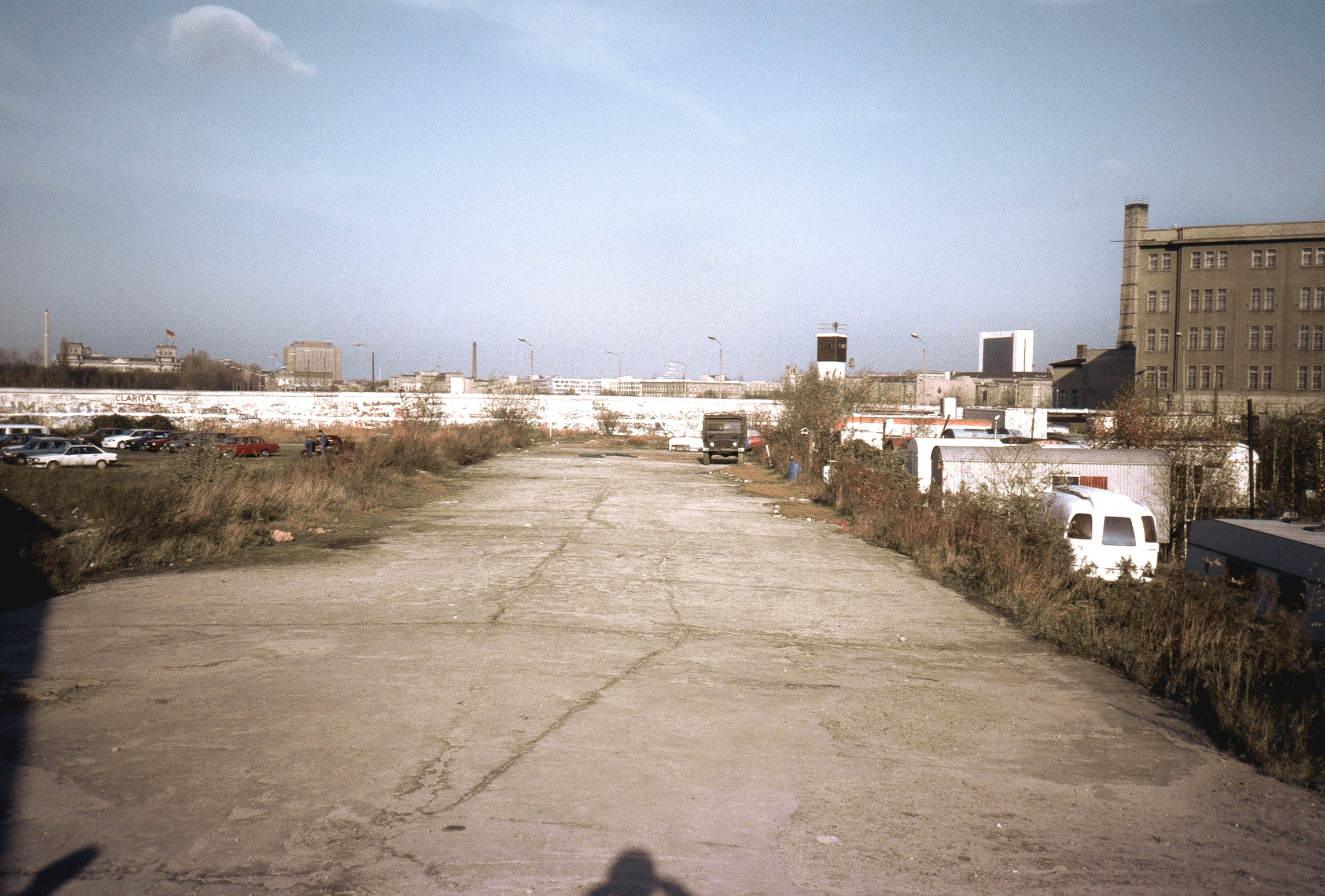
Standort des ehemaligen Potsdamer Ringbahnhofs, Blick Richtung Leipziger Platz, 1986
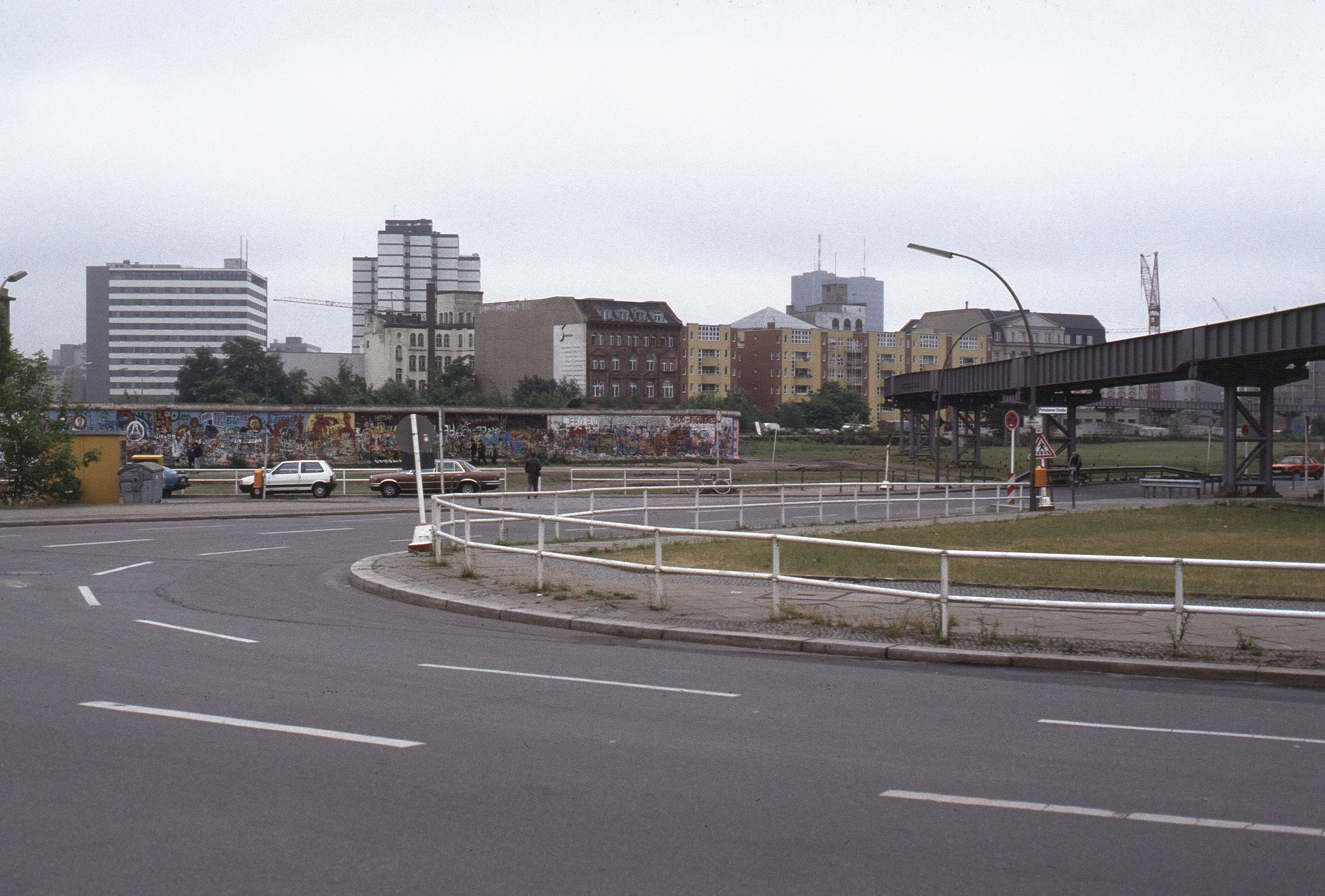
Trasse der M-Bahn über dem ehemaligen Bahnhofsgelände, 1988

### Personenverkehr
Der Bahnhof diente vor allem dem Verkehr in Richtung Westen. Mit der Fertigstellung der Berlin-Lehrter Eisenbahn Anfang der 1870er Jahre verlagerte sich ein Teil der Züge nach Hannover und weiter nach Westen auf diese Strecke. Nach Fertigstellung der Berliner Stadtbahn und der Wetzlarer Bahn bestand auch eine Fahrtmöglichkeit von der Stadtbahn in Richtung Magdeburg, jedoch verblieben die meisten Fernzugleistungen in dieser Relation weiterhin auf dem Potsdamer Bahnhof. Dazu zählte auch der 1892 eingeführte erste deutsche Durchgangszug, der D 31/32 (Köln–Berlin).
Hauptsächlich wurde der Potsdamer Bahnhof jedoch für den Vorortverkehr genutzt. Der Großteil des Vorortverkehrs verlagerte sich nach 1891 auf die beiden Seitenbahnhöfe. Vom Fernbahnhof verkehrten auch danach die dampfbetriebenen Vorortzüge auf der Stammbahn nach Potsdam und Werder (Havel). Die 1903 eingeführten beschleunigten Bankierszüge nutzten ebenfalls den Fernbahnhof.
Im Jahr 1934 verkehrten vom Fernbahnhof je nach Saison zehn oder elf Schnell- und Eilzugpaare in Richtung Magdeburg und weiter unter anderem nach Köln, Wiesbaden oder Frankfurt (Main) sowie einige Personenzüge. Hinzu kamen stündliche Vorortzüge nach Werder (in Spitzenzeiten durch zusätzliche Züge ergänzt) und die „Bankierszüge“ von Wannsee im Frühberufsverkehr und zurück am Nachmittag.
Vom Wannseebahnhof fuhren die S-Bahn-Züge der Wannseebahn alle zehn Minuten, in Spitzenzeiten werktags alle fünf Minuten.
Vom Ringbahnhof verkehrten elektrische Züge zur Ringbahn und auf der Anhalter Vorortbahn nach Lichterfelde Ost, auf beiden Strecken jeweils zu den meisten Tageszeiten im 10-Minuten-Takt. Hinzu kamen die Vorortzüge auf der Dresdener Bahn von und nach Rangsdorf, Zossen oder Wünsdorf. Diese Züge wurden bis ins Jahr 1939 hinein noch mit Dampf betrieben, erst wenige Monate vor Fertigstellung des Nordsüdtunnels begann der elektrische Betrieb auf dieser Relation.

## Anlagen

### Der erste Potsdamer Bahnhof

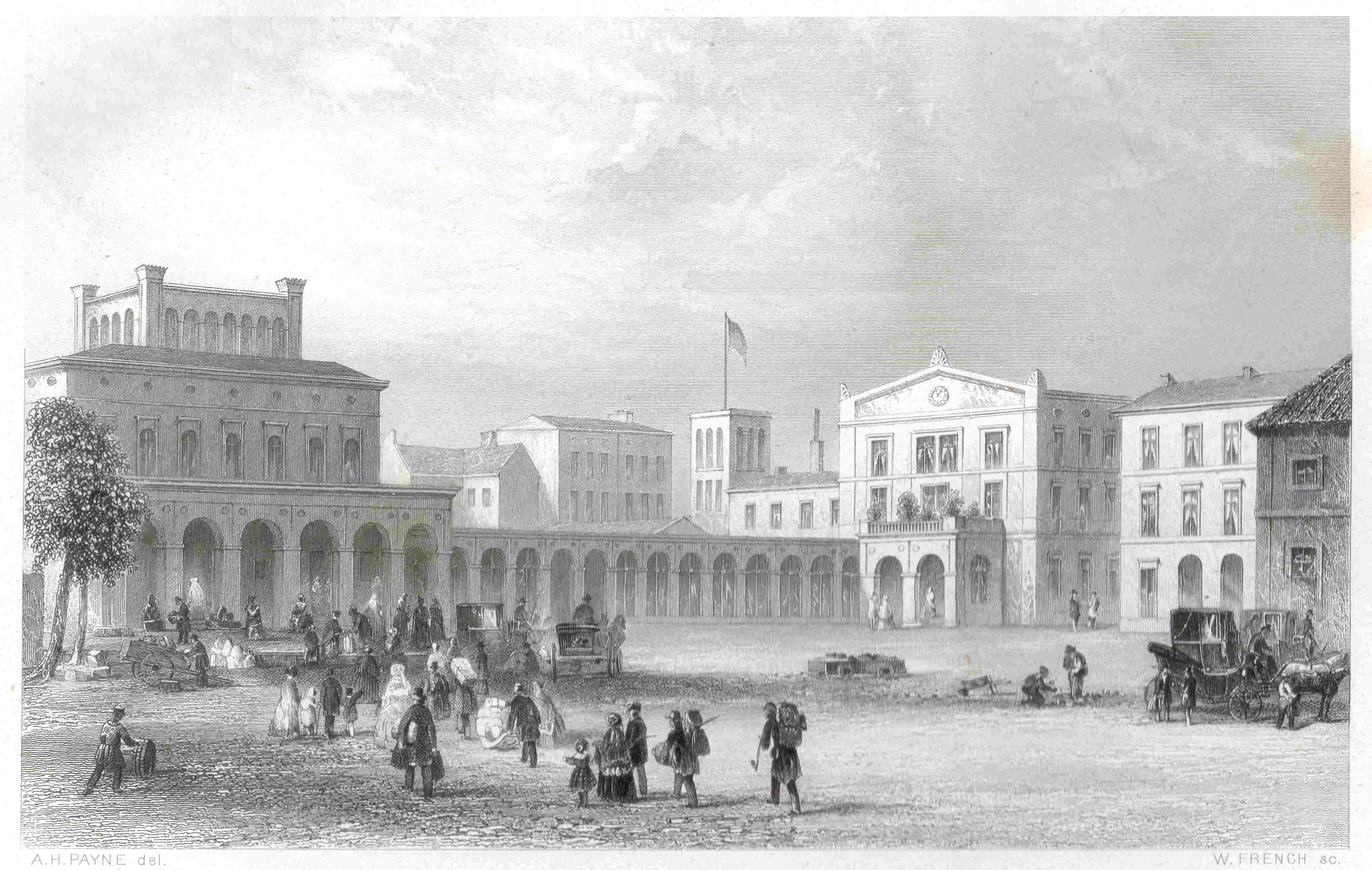
Erster Potsdamer Bahnhof, Straßenseite, um 1850

Der erste Potsdamer Bahnhof besaß ein Hauptgleis in Geländelage mit einem Bahnsteig. Am Bahnsteiggleis gab es eine Bahnwagenhalle. Daneben schlossen sich östlich zwei Aufstellgleise an. Westlich der Gleise lag das Empfangsgebäude mit einem gedeckten Vorplatz und „Zimmern“ für die Passagiere sowie einem Zimmer für den königlichen Hof. Das Gebäude war ein 51,5 Meter langer dreigeschossiger Bau mit Stichbogenarkaden. Dieser Laubengang führte auf drei Seiten um die Anlage. Dem Gebäude war eine „Bahnwagenhalle“ mit Bahnsteig und einem Gleis vorgelagert. Über der Bahnsteighalle lag eine Dachterrasse, die zur Bahnsteigwirtschaft gehörte. Von 1846 bis 1848 wurde das Gebäude umgebaut und anstelle der kurzen Halle ein dreimal so langer Bahnsteig angelegt. Arkaden boten Wetterschutz. Auch die Güterabfertigung wurde erweitert, so dass bereits 1854 von der ursprünglichen Bahnhofsgestalt kaum etwas zu sehen war.

### Nach dem Umbau
Der 1872 eingeweihte neue Potsdamer Bahnhof besaß vier Gleise mit zwei Seiten- und einem Mittelbahnsteig und ein fünftes Gleis für die Lokomotivdurchfahrt oder zum Abstellen von Zügen. Die Gleise lagen in einer 172 Meter langen und 36,6 Meter breiten Halle, die von drei Seiten umbaut war, die Frontseite war 67,5 Meter breit und die Seitenteile 205 Meter lang. Das gemauerte Empfangsgebäude war mit Greppiner Ziegeln verblendet. Das Kopfgebäude war symmetrisch, hinzu kamen zwei Seitengebäude, ein größerer Westflügel und ein kleineres Ostgebäude. Letzteres beherbergte im Wesentlichen nur Räume für die kaiserlichen Herrschaften. Im Westteil des Bahnhofs befanden sich neben den Fahrkartenschaltern auch Warteräume für alle vier Klassen. Die straßenseitige Fassade war mit Rundbögen verziert und besaß einen Mittelrisalit. Eine Freitreppe führte vom Potsdamer Platz in das Empfangsgebäude.
Die Bahnsteighalle besaß eine Dachkonstruktion aus Blechbodenträgern mit Kastenquerschnitt und war fast vollständig verglast. Der Entwurf stammte von Oberingenieur Schmidt.

Skizze der Gleisanlagen um 1896

Beide Seitenbahnhöfe entstanden am Ende der seitlichen Bebauung des Fernbahnhofs, lagen also im Vergleich zum Fernbahnhof deutlich weiter von der heutigen Stresemannstraße entfernt. Der Wannseebahnhof besaß einen Bahnsteig mit zwei Bahnsteigkanten, der Ring- und Vorortbahnhof nach dem Ausbau Anfang des 20. Jahrhunderts jeweils einen Bahnsteig für die Ring- und die Vorortzüge. Die beiden Seitenbahnhöfe waren durch einen Tunnel verbunden, der unter dem südlichen Teil der Fernbahnsteige verlief.
Das Gelände des Güterbahnhofs lag südlich des Landwehrkanals und reichte bis kurz vor die Yorckstraße. Im Bezug auf seine Lage zur Strecke und zur Stadt wurde er auch äußerer Bahnhof genannt, während der Personenbahnhof der innere Bahnhof war. Insgesamt erstreckten sich die Anlagen von Personen- und Güterbahnhof von der heutigen Stresemannstraße bis zur Yorckstraße auf einer Gesamtlänge von etwa zwei Kilometern.
Die Verladeeinrichtungen des Güterbahnhofs, zwei Ladestraßen und westlich davon zwei Güterhallen, waren vom Schöneberger Ufer aus zu erreichen. Südlich an diesen Komplex schlossen sich die Rangieranlagen und im südöstlichen Teil des Bahnhofskomplexes das Bahnbetriebswerk mit einem Ringlokschuppen und weiteren Behandlungsanlagen an. Oberhalb des Güterbahnhofgeländes verlaufen auf einem Viadukt die Strecken dreier Hochbahnlinien: die heutigen U-Bahn-Linien U1/U3 auf einer Trasse sowie die Linie U2 auf einer gesonderten Trasse.

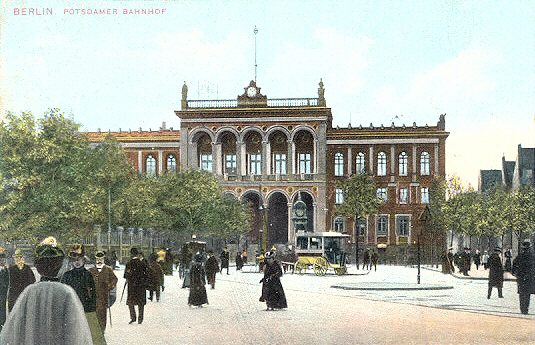
Empfangsgebäude, Straßenseite, um 1900.
Potsdamer Bahnhof vom Potsdamer Platz aus gesehen, Zeichnung von Gottlob Theuerkauf
Bahnhofshalle

### Friedhof auf dem Bahnhofsvorplatz

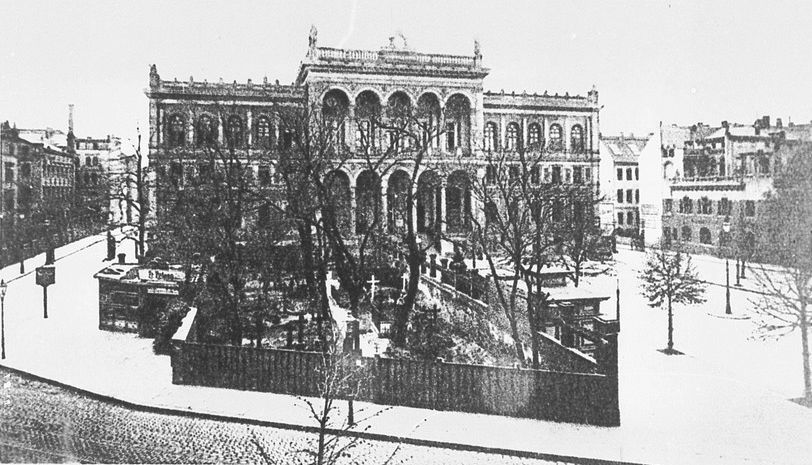
Friedhof der Dreifaltigkeitskirche auf dem Bahnhofsvorplatz, um 1890

Bis Anfang der 1920er Jahre befand sich ein Friedhof der Dreifaltigkeitsgemeinde auf dem Vorplatz des Potsdamer Bahnhofs. Die um 1740 angelegte Begräbnisstätte wirkte in dem geschäftigen Treiben am Potsdamer Platz zunehmend isoliert und deplatziert. Bereits beim Bau des ersten Potsdamer Bahnhofs finanzierte die Bahngesellschaft eine bis zu acht Fuß hohe Mauer, die den Dreifaltigkeitsfriedhof ab 1837 umgab. Die linke Fassadenhälfte des 1870–1872 neu errichteten Empfangsgebäudes erhob sich nur noch wenige Meter vom Friedhof entfernt. Erst 1909 wurde der Friedhof endgültig für neue Bestattungen geschlossen und das Gelände einige Jahre später für 600.000 Mark (kaufkraftbereinigt in heutiger Währung: rund 3,95 Millionen Euro) an die Königliche Eisenbahndirektion verkauft. Diese schrieb 1914 einen Wettbewerb zur einheitlichen Neugestaltung des Bahnhofsvorplatzes aus, der den Architekten weiten Freiraum für Vorschläge ließ. Kriegsbedingt kam der Wettbewerb erst 1919 zum Abschluss. Jedoch wurde letztlich keiner der 78 eingereichten Entwürfe verwirklicht. Man beschränkte sich 1922 schließlich darauf, die Friedhofsmauer zu beseitigen, die Grabstätten einzuebnen und das Friedhofsgelände in eine einfach gehaltene Grünfläche umzuwandeln.

### Heutige Situation
Hochbauten des Bahnhofs sind nicht mehr erhalten. Der östliche Teil des früheren Personenbahnhofsgeländes entlang der Köthener Straße ist bebaut, dort entstanden zwischen 2000 und 2002 die Park Kolonnaden. Im westlichen Teil jenseits der neu gebauten Gabriele-Tergit-Promenade wurde der Tilla-Durieux-Park angelegt. Auf dem ehemaligen Areal des Güterbahnhofs südlich des Landwehrkanals und seiner Uferstraßen liegt der Westpark, ein Teil des Parks am Gleisdreieck. Im südöstlichen Teil des Güterbahnhofs verläuft ein Teil der Trasse der Nord-Süd-Fernbahn. Ende 2014 begann der Abriss eines noch erhaltenen Viadukt-Abschnitts der Südringspitzkehre im Bereich des U-Bahnhofs Gleisdreieck.

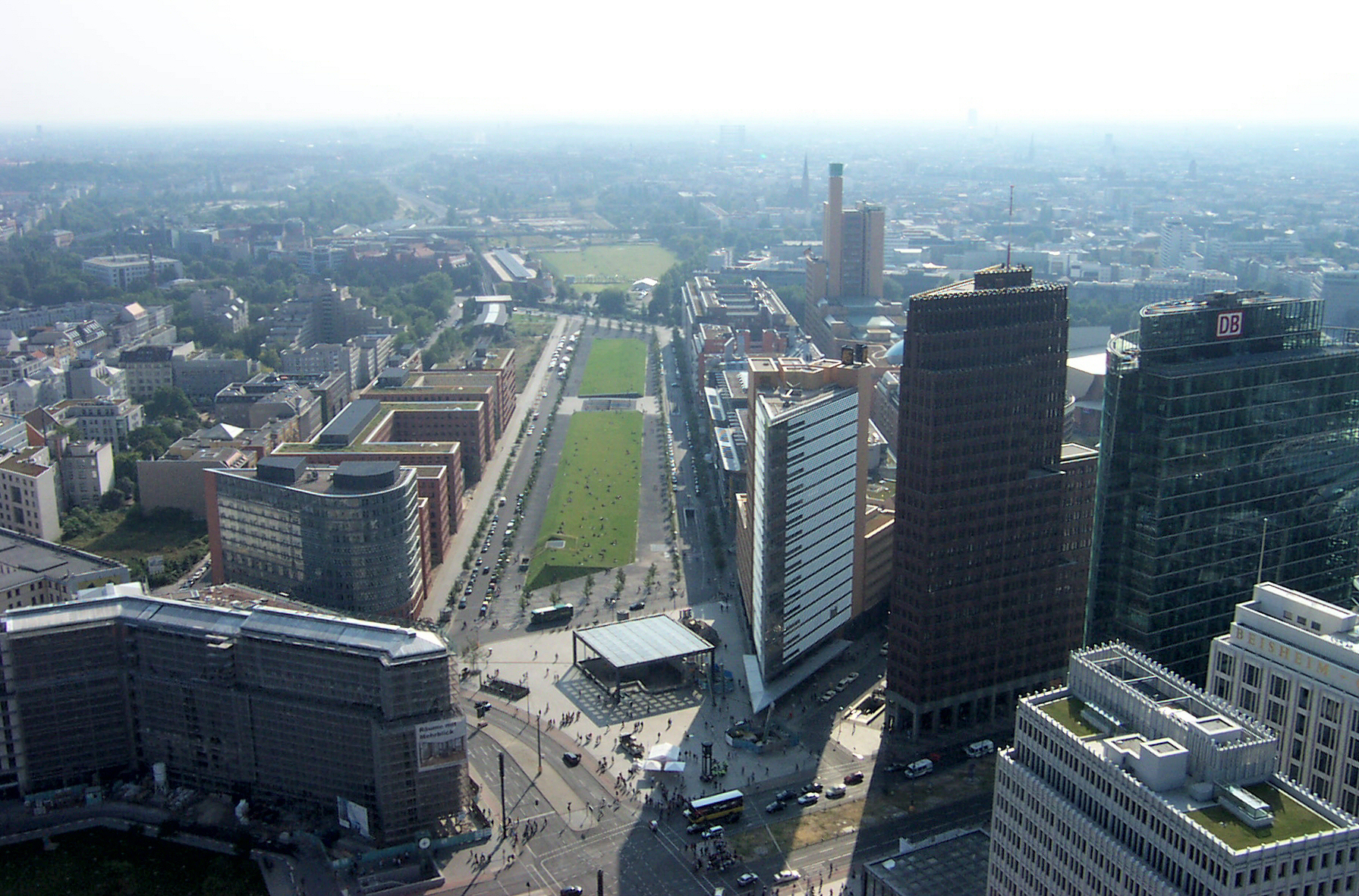
Bildmitte: Grünanlage und links angrenzende Wohnblocks auf dem Areal des Personenbahnhofs, Hintergrund: Grünfläche auf dem Güterbahnhofsgelände
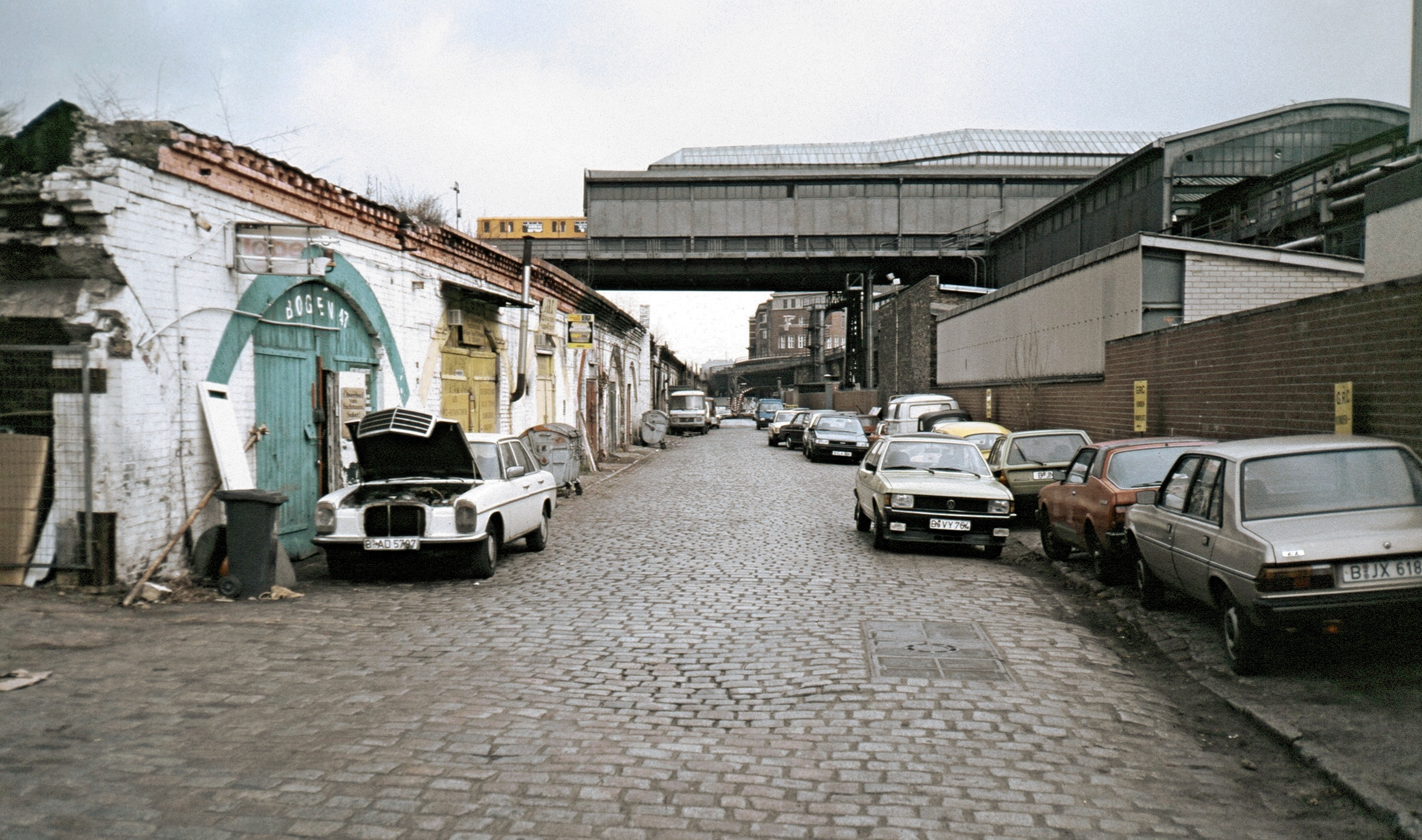
Links das stillgelegte Viadukt der Ringbahn am U-Bahnhof Gleisdreieck, 1986
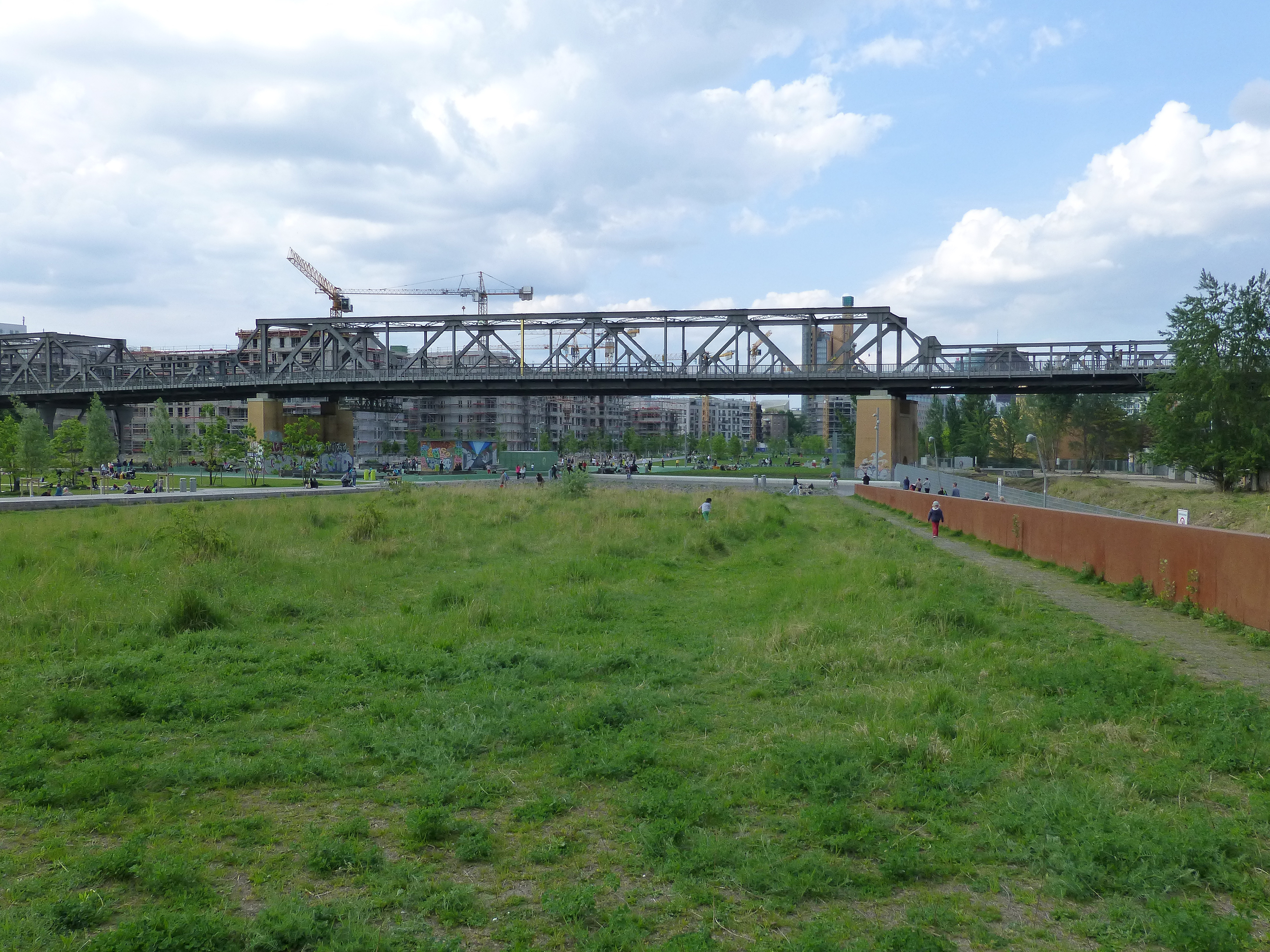
Westpark des Parks am Gleisdreieck auf dem Gelände des Güterbahnhofs mit dem Viadukt der U-Bahn-Linien U1/U3, Blick in Richtung Potsdamer Platz